# تپه فیروزآباد
قلعه تاریخی فیروزآباد مربوط به اواخر دوره ساسانیان است و در ۱۲ کیلومتری جاده شهرستان اسلام‌آباد غرب به کرند غرب در روستای فیروز آباد واقع شده و این اثر در تاریخ ۲۵ اسفند ۱۳۷۸ با شمارهٔ ثبت ۲۶۴۹ به‌عنوان یکی از آثار ملی ایران به ثبت رسیده است.